# Badal
Badal - stacja metra w Barcelonie, na linii 5. Stacja została otwarta w 1969.